# Edgars et Kristine
Pour plus de détails, voir Fiche technique et Distribution.
Edgars et Kristine (letton : Edgars un Kristīne) est un film dramatique soviétique réalisé par Leonīds Leimanis et sorti en 1966, aujourd'hui inclus dans le Canon culturel letton. Le scénario est adapté des œuvres de Rūdolfs Blaumanis : les nouvelles Purva bridējs et Atriebšanās et les pièces Ugunī et Pazudušais dēls. En Lettonie le film est projeté avec le titre Purva bridējs.

## Fiche technique
- Titre : Edgars et Kristine
- Réalisateur : Leonīds Leimanis
- Scénario : Jānis Sīlis et Antons Stankēvičs, d'après les livres de Rūdolfs Blaumanis
- Photographie : Mārtiņš Kleins
- Montage : Elza Preisa
- Musique : Marģers Zariņš
- Direction artistique : Herberts Līkums
- Chef décorateur : Alberts Caune
- Costumes : Janis Mailonis Matīss
- Maquillage : Edite Bartkevica, Mirdza Celma, Elita Rudzīte
- Son : Igors Jakovlevs, Andis Ploks, Leons Veveris
- Sociétés de production : Riga Film Studio
- Pays d'origine :  Union soviétique
- Sortie : 1966
- Langue : letton
- Format: noir & blanc - 35 mm - mono
- Genre : drame
- Durée : 77 minutes

## Distribution
- Vija Artmane : Kristine
- Uldis Pūcītis : Edgars
- Eduards Pāvuls : Sutka
- Elza Radziņa : Mme Horst
- Lūcija Baumane (lv) : mère de Kristine
- Olga Dreģe (lv) : Mathilde
- Alfons Kalpaks (lv) : Vīskrelis
- Juris Lejaskalns (lv) : Akmentiņš
- Kārlis Sebris : Frišvagars
- Valentīns Skulme (lv) : baron
- Ēvalds Valters : épisode
- Mārtiņš Vērdiņš : épisode
- Ērika Ferda : épisode
- Luijs Šmits : épisode